# سایوازا
سایوازا (به لاتین: Saivaza) یک منطقهٔ مسکونی در ماداگاسکار است که در آنتانامبائو-مانامپوتی واقع شده‌است. سایوازا ۴٬۹۲۸ نفر جمعیت دارد.